# Okrug Lučenec
Okrug Lučenec (slovački: Okres Lučenec) nalazi se u središnjoj Slovačkoj u Banskobistričkom kraju na granici s Mađarskom.  U okrugu živi 68 623 stanovnika (2011.: 67,6% Slovaka i 27,6% Mađara), dok je gustoća naseljenosti 83,12 stan/km². Ukupna površina okruga je 825,55 km². Glavni grad okruga Lučenec je istoimeni grad Lučenec s 24 661 stanovnika.

## Stanovništvo
| Godina:     | 1994.  | 2004.   | 2014.   | 2024.   |
| ----------- | ------ | ------- | ------- | ------- |
| Broj ljudi: | 73 470 | 73 287  | 74 401  | 68 623  |
| Razlika:    |        | −0,24 % | +1,52 % | −7,76 % |

| Godina:     | 2023.  | 2024.   |
| ----------- | ------ | ------- |
| Broj ljudi: | 69 018 | 68 623  |
| Razlika:    |        | −0,57 % |

## Gradovi
- Lučenec
- Fiľakovo

## Općine
| - Ábelová - Belina - Biskupice - Boľkovce - Budiná - Bulhary - Buzitka - Čakanovce - Čamovce - Divín - Dobroč - Fiľakovské Kováče - Gregorova Vieska - Halič - Holiša - Jelšovec - Kalonda - Kotmanová - Lehôtka | - Lentvora - Lipovany - Lovinobaňa - Lupoč - Ľuboreč - Mašková - Mikušovce - Mučín - Mýtna - Nitra nad Ipľom - Nové Hony - Panické Dravce - Píla - Pinciná - Pleš - Podrečany - Polichno - Praha - Prša | - Radzovce - Rapovce - Ratka - Ružiná - Stará Halič - Šávoľ - Šiatorská Bukovinka - Šíd - Šurice - Točnica - Tomášovce - Trebeľovce - Trenč - Tuhár - Veľká nad Ipľom - Veľké Dravce - Vidiná |